# Бангор (Нью-Йорк)
Бангор (англ. Bangor) — місто (англ. town) в США, в окрузі Франклін штату Нью-Йорк. Населення — 2231 особа (2020).

## Демографія
Згідно з переписом 2010 року, у місті мешкали 2224 особи в 861 домогосподарстві у складі 619 родин. Було 928 помешкань
Расовий склад населення:
| - 97,4 % — білих - 0,5 % — корінних американців - 0,3 % — чорних або афроамериканців - 0,1 % — азіатів |

До двох чи більше рас належало 1,4 %. Частка іспаномовних становила 0,9 % від усіх жителів.
За віковим діапазоном населення розподілялося таким чином: 24,6 % — особи молодші 18 років, 62,4 % — особи у віці 18—64 років, 13,0 % — особи у віці 65 років та старші. Медіана віку мешканця становила 39,8 року. На 100 осіб жіночої статі у місті припадало 102,6 чоловіків;  на 100 жінок у віці від 18 років та старших — 100,5 чоловіків також старших 18 років.
Середній дохід на одне домашнє господарство  становив 57 547 доларів США (медіана — 48 056), а середній дохід на одну сім'ю — 62 702 долари (медіана — 52 500). Медіана доходів становила 50 139 доларів для чоловіків та 27 750 доларів для жінок. За межею бідності перебувало 25,2 % осіб, у тому числі 32,5 % дітей у віці до 18 років та 14,9 % осіб у віці 65 років та старших.
Цивільне працевлаштоване населення становило 830 осіб. Основні галузі зайнятості: освіта, охорона здоров'я та соціальна допомога — 32,0 %, мистецтво, розваги та відпочинок — 13,4 %, роздрібна торгівля — 12,2 %, публічна адміністрація — 11,9 %.